# Born (album)
Born è il primo album in studio del quartetto d'archi femminile di musica crossover Bond, pubblicato nel 2000.

## Tracce
1. Quixote – 4:44 (Magnus Fiennes)
2. Winter – 5:42 (Yoad Nevo)
3. Victory – 4:40 (Tonči Huljić)
4. Oceanic – 6:42 (musica: Camille Saint-Saëns)
5. Kismet – 5:12 (Gay-Yee Westerhoff)
6. Korobushka – 4:48 (tradizionale) – arr. Brian Gascoigne
7. Alexander the Great – 2:57 (Huljić)
8. Duel – 4:20 (Huljić)
9. Bella Donna – 3:15 (Eos Chater)
10. The 1812 – 6:37 (musica: Pëtr Il'ič Čajkovskij) – arr. Gareth Cousins & Julian Kershaw
11. Dalalai – 4:06 (Huljić)
12. Hymn – 4:50 (Fiennes)
13. Victory (Mike Batt Mix) – 3:25 (Huljić)
14. Viva! (Bonus tracks edizione 2001) – 3:14 (musica: Antonio Vivaldi)